# Flecha Valona 1947
La Flecha Valona 1947 se disputó el 15 de junio de 1947, y supuso la edición número 12 de la carrera. El ganador fue el belga Ernest Sterckx. Sus compatriotas Maurice Desimpelaere y Gustave Van Overloop fueron segundo y tercero respectivamente. 

## Clasificación final
| Pos. | Ciclista             | Equipo         | Tiempo   |
| ---- | -------------------- | -------------- | -------- |
| 1    | Ernest Sterckx       | Alcyon-Dunlop  | 8h43'00" |
| 2    | Maurice Desimpelaere | Alcyon-Dunlop  | a 1'20"  |
| 3    | Gustave Van Overloop | L'Express      | s.t.     |
| 4    | Stan Ockers          | Groene Leeuw   | a 2'00"  |
| 5    | Jean Breuer          | Rochet-Dunlop  | a 3'30"  |
| 6    | Émile Masson Jr.     | Alcyon-Dunlop  | a 8'00"  |
| 7    | Prosper Depredomme   | Garin          | s.t.     |
| 8    | Jacques Geus         | Rochet-Dunlop  | s.t.     |
| 9    | Guillaume Cappelmans | Peugeot-Dunlop | a 9'00"  |
| 10   | Albert Pottgens      | Rochet-Dunlop  | a 12'40" |